# Hirschfeld (Saxônia)
Hirschfeld é um município da Alemanha, situado no distrito de Zwickau, no estado da Saxônia. Tem 19,06 km² de área, e sua população em 2019 foi estimada em 1.162 habitantes.